# Бук-М3
9K317M «Бук-M3» (9K37M3, НАТО: SA-27 Gollum) — комплекс ППО сухопутних військ середньої дальності. Призначений для боротьби з маневрувальними аеродинамічними цілями, обстрілу радіоконтрастних наземних цілей і ураження надводних цілей в умовах інтенсивної протидії і вогневої, і радіоелектронної. 

## Історія проєкту
Робота зі створення комплексу активно ведеться з 2007 року. За основу взято комплекс «Бук-М2» з переходом на нові електронні компоненти. Передбачалося прийняти комплекс на озброєння 2009 року, але ці плани не були реалізовані. Потім у першій половині 2013 року планувалося почати серійне виробництво засобів комплексу, але наприкінці року в ЗМІ було заявлено, що надходження ЗРК «Бук-М3» до ЗС Росії планується на 2016 рік.
Надходження ЗРК «Бук-М3» на держвипробування на полігон Капустін Яр і їх закінчення очікується 2015 року. Прийняття на озброєння комплексу «Бук-М3» планувалося до кінця 2015 року. Прийняття на озброєння комплексу «Бук-М3» планувалося до кінця 2015 року.
2015 року вказувалося на можливість всеракурсного пуску ракет із ЗРК «Бук-М3», із вертикального положення, і з похилого ТПК.

## Технічні характеристики

Ескіз ракети 9М317МЕ

Шасі для СВУ розробляє Митищинський машинобудівний завод. Складання першого екземпляра шасі ГМ-5969 (7 котків) для СВУ планувалося завершити в березні-квітні 2013 року і розпочати його випробування. На шасі використана гідромеханічна трансмісія третьої серії з електронним блоком керування. Розроблено новий внутрішній інтер'єр і система захисту екіпажу від підриву. Збільшена вантажопідйомність шасі під більшу кількість ракет (шість у транспортно-пускових контейнерах, проти чотирьох у «Бук-М2» встановлених відкрито). Артилерійська частина пускового пристрою розроблена на НПП «Старт» 2006 року .

Порівняльні кресленики ЗКР 3М9, 9М38М1, 9М317 і 9М317МЕ

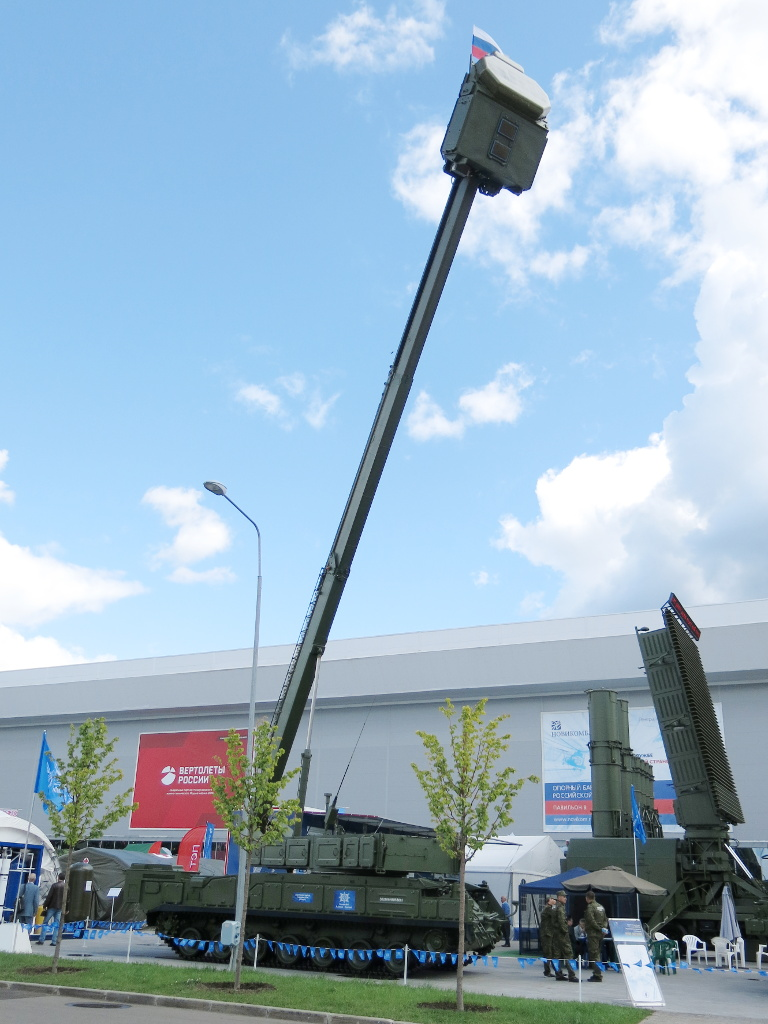
На передньому плані 9С36М з висунутим радаром

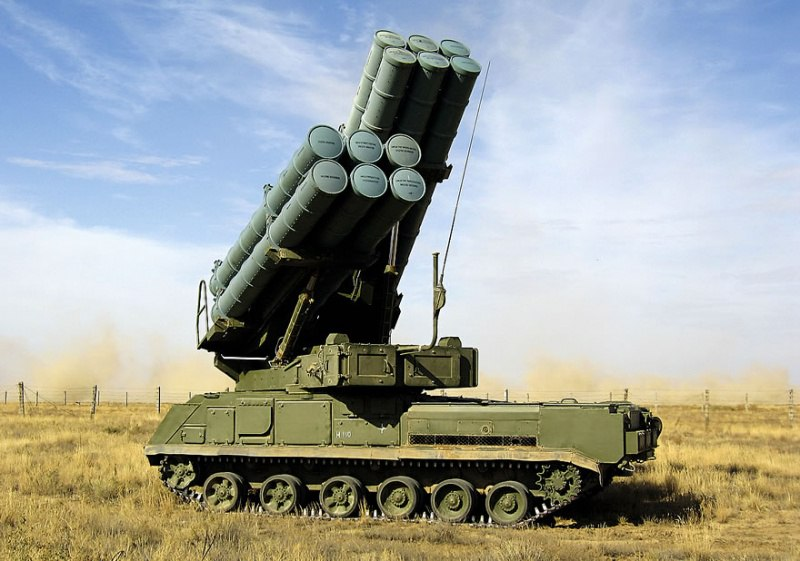
Пускова установка (ПУ) 9А316М

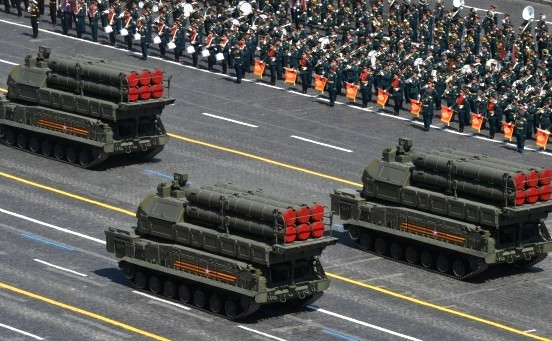
Пускова установка на військовому параді на червоній площі 24.06.2020 р.

Зенітний дивізіон «Бук-М3» матиме 36 цільових каналів. Як і ЗРК «Бук-М2» новий ЗРК «Бук-М3» містить РПН, що дозволяє виявити крилату ракету на висоті 10 м і дистанції 40 км.
Комплекс здатний уражати повітряні цілі, що летять зі швидкістю до 3 км/с на відстанях від 2,5 до 70 км і висотах від 15 м до 35 км. Телетепловізійна система використовується для виявлення цілей, їх захоплення і пасивного супроводу в автоматичному режимі в будь-який час доби.
Комплекс буде комплектуватися ракетами 9Р31М (9М317М) з уламково-фугасної бойовою частиною розробки концерну «Алмаз-Антей» виробництва Довгопрудненського НВП, має більш високу швидкість і витримує великі бічні перевантаження порівняно з ракетою комплексу «Бук-М2».
Ракета оснащена інерціальною системою керування з активною радіолокаційною ГСН, що дозволяє атакувати високоманеврові цілі в умовах сильної радіопротидії, уражати всі існуючі аеродинамічні цілі, наземні й надводні цілі або оперативно-тактичні ракети. Двигун ракети стартує на основному дворежимному (старт—марш) РДТТ.
Установлено систему об'єктивного контролю, яка створена на базі сучасного програмного забезпечення з використанням новітнього ЦОК.
Багатофункціональна РЛС для СВУ 9А317М створена на ДКР «Авторитет», розробник — НДІП ім. В. В. Тихомирова. Транспортно-заряджальна машина (ТЗМ) 9Т243М розроблена та виробляється на НВП «Старт».
Майже всі системи ЗРК «Бук-М3» побудовані на новій елементній базі.
Для зв'язку на комплексі встановлені сучасні цифрові засоби зв'язку, що забезпечують безперебійний обмін і мовною інформацією, і кодованими даними цілерозподілу і цілевказування.
В одному з варіантів виконання — колісне шасі сімейства МЗКТ-6922 для комплексу «Бук-М3» буде вироблятися в Білорусі на Мінському заводі колісних тягачів (Volat).

### Стартові та наземні засоби комплексу
- Командний пункт 9С510М — кількість цільових каналів дивізіону — 36.
- Станція виявлення та цілевказування 9С36М — супровід цілей у діапазоні: дальності від 2,5 до 70 км; висоти від 0,015 до 35 км; швидкості до 3000 м/с.
- Радіолокаційна станція 9С18М3 — трикоординатна когерентно-імпульсна оглядова РЛС сантиметрового діапазона з електронним скануванням променя у вертикальній площині.
- Гусенична самохідна вогнева установка (СОУ) 9А317М — несе 6 ракет у ТПК на підйомній рампі з багатофункціональною РЛС.
- Транспортно-пускова установка (ТПУ) 9А316М — несе 12 ракет у ТПК на підйомній рампі.
- Транспортно-заряджувальна машина (ТЗМ) 9Т243М.
- Ракета 9М317М для знищення всіх типів цілей у повітрі в умовах сильної протидії, зокрема таких, що складно та інтенсивно маневрують, а також розташовані на воді й на землі.[13][14]

### Імовірність ураження цілі однієї ракетою
- для літака — 0.95;
- для тактичної балістичної ракети — 0.7;
- для крилатої ракети — 0.8

## Варіанти
- «Ураган» — Корабельний варіант комплексу з морським варіантом ракети 9М317МЕ у ТПК МС-487 для ВМС Росії.
  - «Штиль-1» — Експортне виконання корабельного комплексу.

## Бойове застосування

### Російсько-українська війна
У 20-х числах березня 2022 року в соціальних мережах почали з'являтись відео складових комплексу 9К317М «Бук-М3» в Україні або ж неподалік її кордону. Також відомо про знищення 5 березня 2022 року РЛС 9С18М1-3. Хоча він може бути використаний разом з попередніми версіями комплексу.
Наприкінці листопада 2022 року про пересування пускової установки ЗРК «Бук-М3» у тимчасово окупованій Кадіївці стало відомо з поширеного фото та відео в соціальних мережах.
Знищені одиниці
У першій декаді грудня 2022 року в мережі було оприлюднене фото зі знищеним російським комплексом Бук-М3 у Запорізькій області[джерело?].
13 березня з'явилася інформація про знищення ще одної одиниці ЗРК 9К317М "Бук-М3"  44-ю окремою артилерійською бригадою імені гетьмана Данила Апостола
31 серпня 2023 з'явилася інформація про знищення ППО Бук-М3 "Вікінг" на Херсонщині. Російська техніка була знищена розрахунком РСЗВ HIMARS. 
21 жовтня 2024 року Сили Безпілотних Систем повідомили що силами 412 окремого батальйону безпілотних систем "Nemesis" було знищено установку Бук-М3 на відстані більше 60 км від лінії бойового зіткнення. Згодом на офіційних ресурсах військової частини з'явилось відео ураження.  